# Phitsanulok (stad)
Phitsanulok (Thais พิษณุโลก, oorspronkelijk Bisnuloka) is een Thaise stad in de regio Noord-Thailand. Het is de hoofdstad van de provincie Phitsanulok en van het district Phitsanulok.

## Geografie
Phitsanulok ligt ongeveer 380 kilometer ten noorden van Bangkok, ongeveer halverwege de hoofdroute naar Chiang Mai. Het ligt 58 ten zuiden van Sukhothai. De stad ligt aan de Nan rivier.

## Geschiedenis
Koning Borommatrailokanat (1448-1488) verplaatste de hoofdstad van het koninkrijk Ayutthaya naar Phitsanulok in 1463 om de noordelijke grens van het rijk te versterken. Zijn opvolger Boromma Ratchathirat III verplaatste het weer terug na diens dood in 1488.
In 1555 werd koning Naresuan de Grote in de stad geboren.
In 1955 was er een grote brand die een groot deel van Phitsanulok verwoestte. De tempel Wat Siranata Mahathat, aan de oever van de Nan, werd gespaard.

## Diversen
De Universiteit in Phitsanulok heet Naresuan-universiteit en werd gesticht op 25 januari 1967.
Ieder jaar in januari wordt in Phitsanulok gedurende een aantal dagen het Naresuan-festival gehouden.
De Koninklijke Thaise luchtmacht heeft een basis nabij de stad.

## Bezienswaardigheden
De tempel van Wat Siranata Mahathat, gespaard gebleven tijdens de stadsbrand van 1955, bevat een bronzen zittende boeddha uit de veertiende eeuw. Het beeld wordt beschouwd als hoogtepunt van de beeldhouwkunst uit Sukhothai. Ook de goudkleurige prang (pagode) in Khmer-stijl is zeer de moeite ward.
Bezienswaardig is het Sukothai Historical Park, een park met een groot tempelcomplex vol met boeddhabeelden, op circa een uur rijden westwaarts met de bus vanaf Phitsanulok.

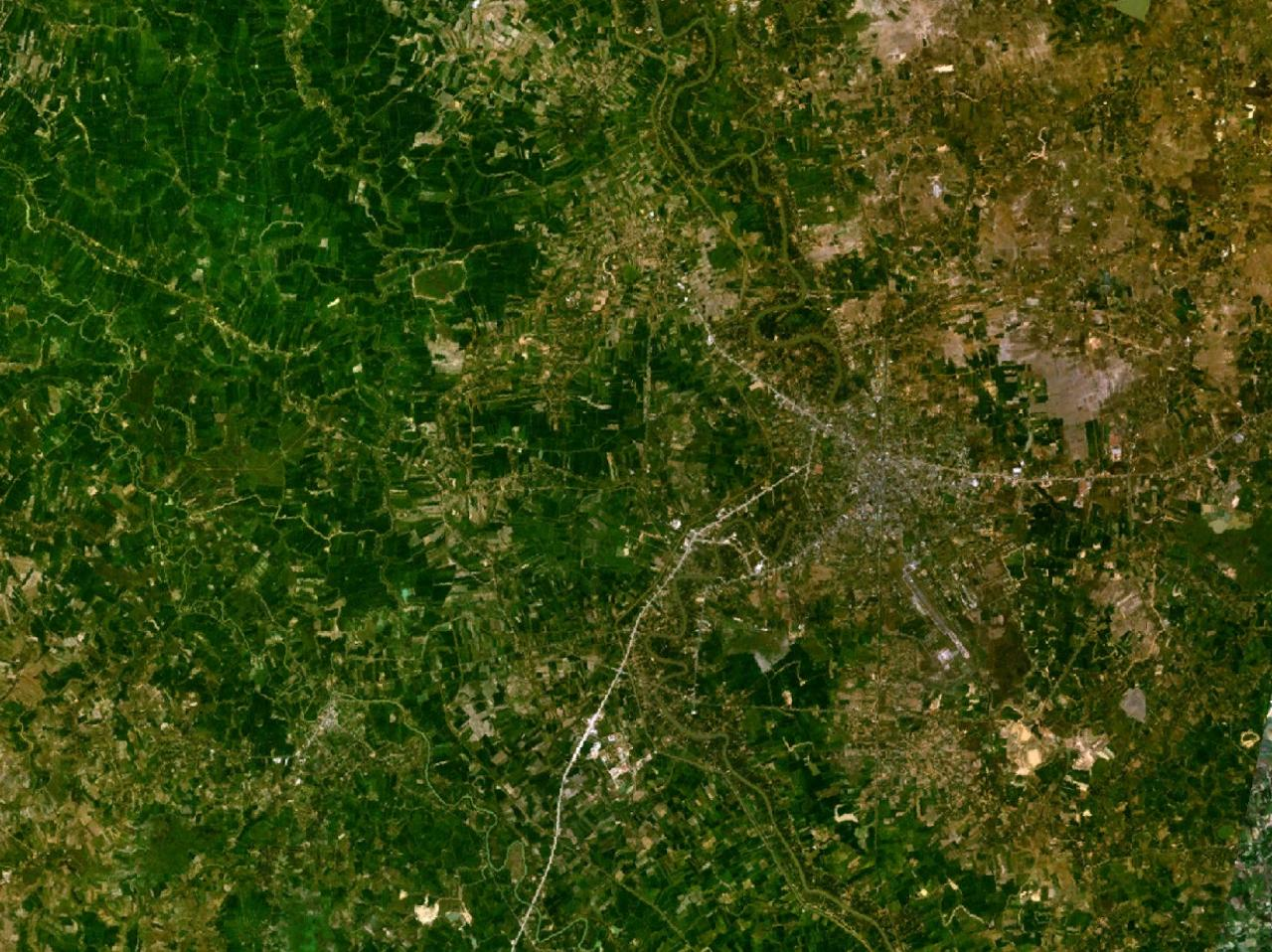
Satellietfoto, Phitsanulok rechts